# Dragotin Kette

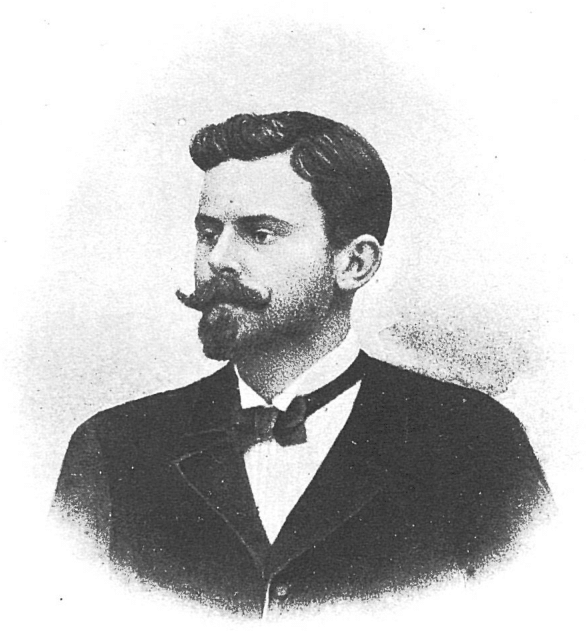
Dragotin Kette

Dragotin Kette (* 19. Januar 1876 in Ilirska Bistrica; † 26. April 1899 in Ljubljana) war ein slowenischer Lyriker des Impressionismus und der Neo-Romantik.
Zusammen mit Josip Murn, Ivan Cankar and Oton Župančič gilt er als einer der Begründer der modernen slowenischen Literatur und des Modernismus.
Außerdem sind einige seiner Märchen, Fabeln und Kindergedichte durch ihre Übersetzung in mehrere Sprachen bis heute international bekannt.

## Leben
Dragotin Kette wurde am 19. Januar 1876 in dem kleinen Dorf Prem in der Nähe des heutigen Stadtteils Carniola der Stadt Ilirska Bistrica geboren. Diese war zum Zeitpunkt seiner Geburt Teil Österreich-Ungarns. Sein Vater Filip Kette war Lehrer und Chorleiter; seine Mutter starb bereits, als der Junge vier Jahre alt war.
Kette besuchte ab 1888 das Staatliche Gymnasium von Ljubljana. 1894 stellte sein Onkel mütterlicherseits, Janez Valenčič, der für Dragotin Kettes Schulgeld aufkam, seine Zahlungen ein, nachdem sein Neffe wegen satirischer Gedichte auf den Bischof Jakob Missia in einer Schulzeitung eine Karzerstrafe erhalten hatte. Daraufhin musste Kette das Gymnasium verlassen. Er setzte seine Ausbildung in Novo mesto fort, wo er 1898 erfolgreich sein Matura-Examen abschloss.
In Novo mesto hatte er sich während seiner Oberschuljahre in die Tochter des Bezirksrichters, Angela Smola, verliebt, der er einige seiner ausdrucksstärksten Gedichte widmete. Hier machte er auch durch seinen Eintritt in die geheime Schülervereinigung Zadruga (Genossenschaft) Bekanntschaft mit anderen jungen Autoren wie Ivan Cankar, Oton Župančič and Josip Murn, die neue Elemente in der slowenischen Literatur einführten: „[...] bedingt durch die gesellschaftspolitische Situation, die dem Slowenischen keinen staatspolitischen Stellenwert einräumte, wurde die Literatur als nationale Aufgabe aufgefaßt und in konspirativen Klubs oder Gruppen gepflegt“.
Nach seiner Matura wurde er zur österreichisch-ungarischen Armee eingezogen und nach Triest kommandiert. Manche Darstellungen vereinnahmen Kette einfach neben James Joyce, Vladimir Bartol und Umberto Saba als Beleg für das Kosmopolitische der Stadt Triest. Dragotin Kette sah in Triest hingegen eher ein verelendetes soziales Klima, was sich in seinem Gedicht zur Venus von Triest ausdrückte, die völlig passives Frauenbild verkörperte. Hier erkrankte er an Tuberkulose, der er im April des Folgejahres in einem kleinen Elendsquartier am Ufer des Flusses  Ljubljanica, einer leerstehenden Zuckerfabrik, die als Stara Cukrarna bekannt war, in Ljubljana 1899 im Alter von gerade einmal 23 Jahren erlag. In den letzten Wochen seines Lebens wurde er von seinem engen Freund Josip Murn betreut, der an derselben Krankheit zwei Jahre später sterben sollte.

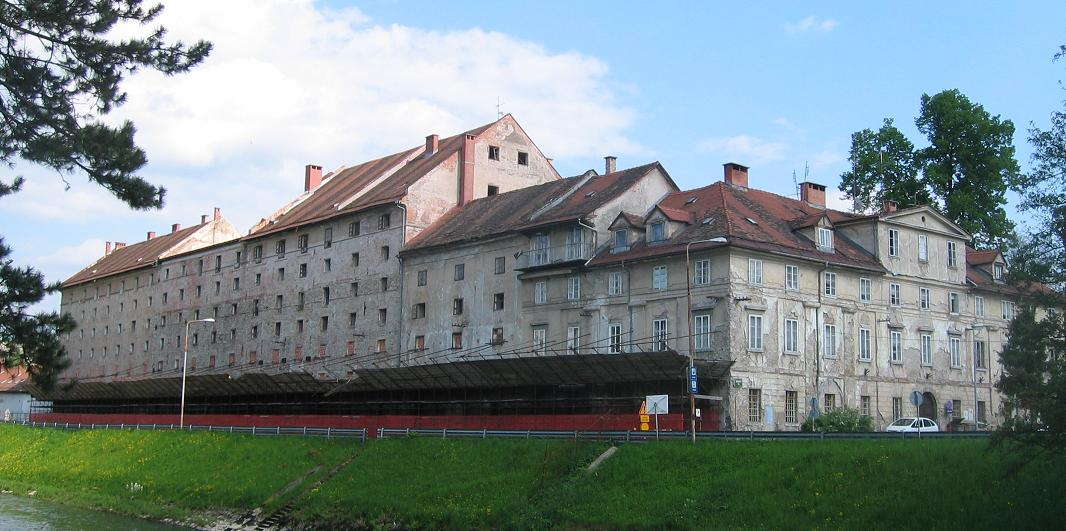
Die Cukrarna in Ljubljana, wo Kette 1899 starb

Dragotin Kette wurde auf dem Žale-Friedhof im Bezirk Bežigrad in Ljubljana bestattet. Als man 1957 unter Josip Broz Tito erwog, die oben erwähnte Stara Cukrarna, die von den modernen Dichtern zum kulturellen Zentrum umdefiniert worden war, in Delavski dom (Arbeiterheim) Slovenske Moderne umzubenennen, wandte sich der Verband der Schriftsteller Sloweniens erfolgreich dagegen. Denn Cukrarna sei ohnehin ein Synonym der Armut der slowenischen Moderne gewesen und müsse daher nicht durch einen konstruierten Prägungsnamen ersetzt werden. Als Kompromiss benannte man ein Haus in der Nähe mit diesem Namen.

## Werk
Kette hinterließ nur ein schmales Werk von Gedichten und Erzählungen für Kinder. Dennoch gilt er neben seinen Freunden Ivan Cankar, Oton Župančič und Josip Murn, der ihn in seinen letzten Lebensmonaten unterstützte, als Begründer der modernen slowenischen Literatur. Kettes Lyrik war am meisten beeinflusst von slowenischen Volksliedern und den Autoren der Klassik, allen voran Johann Wolfgang von Goethe, Heinrich Heine und France Prešeren. Außerdem äußerte sich dies auch darin, indem er dem Sonett den Vorzug gab und in seiner Poesie eine subjektive Struktur behauptet.
Durch seine Freunde lernte er die französischen Symbolisten und Decadentisten kennen, insbesondere Paul Verlaine and Maurice Maeterlinck. Letztere lehnte er jedoch ab. Stattdessen wählte er einen eigenständigen Weg, ähnlich dem anderer neo-romantischer Tendenzen im Europa der Jahrhundertwende.

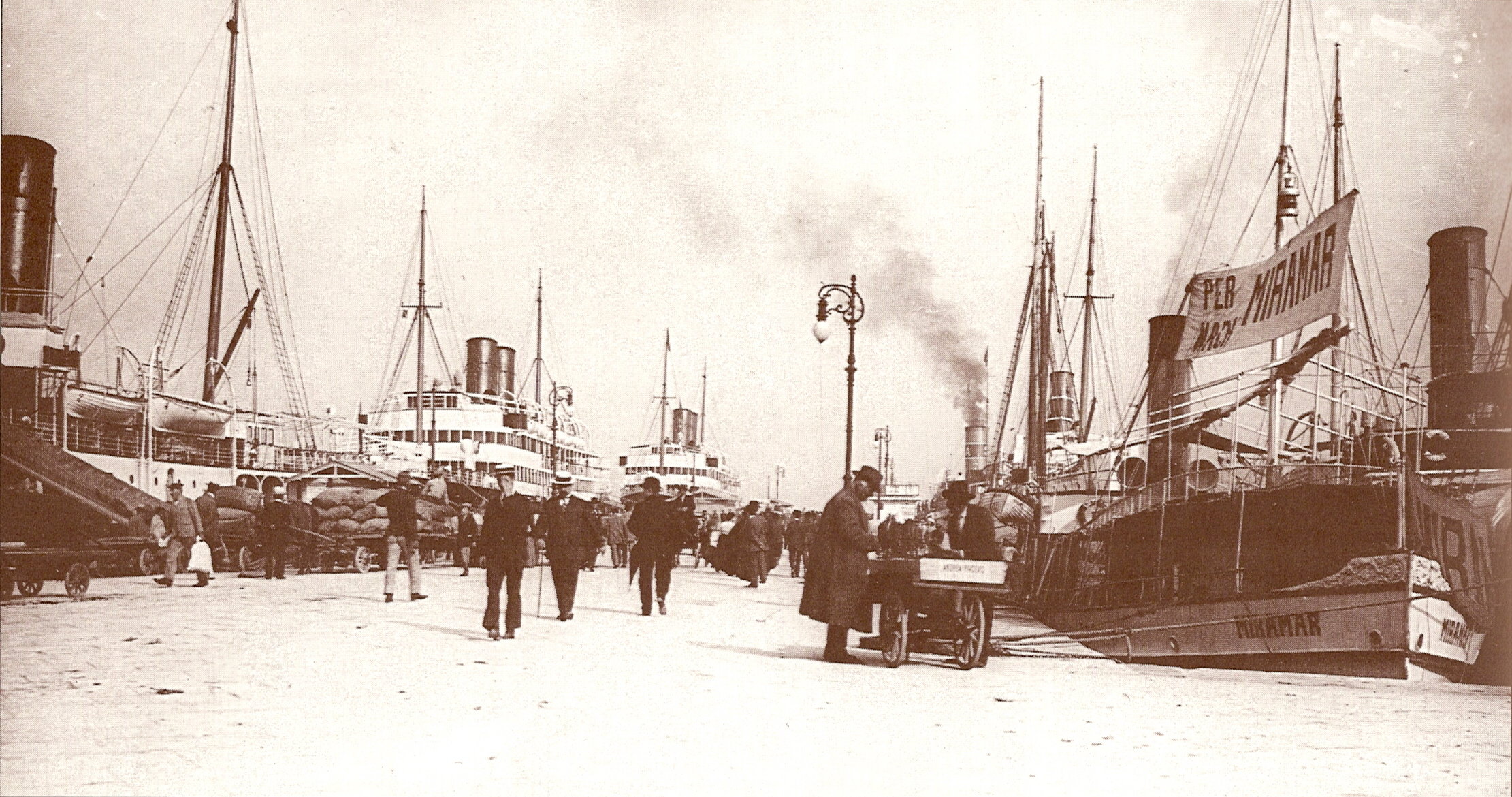
Die Molo San Carlo-Pier in Triest, Namensgeberin für einen Gedichtzyklus Kettes

Seine bekanntesten Werke umfassen das impressionistische Gedicht Na trgu (Auf dem Platz), und einen Zyklus von acht Gedichten mit dem Titel Na Molu San Carlo. Dragogin Kette ist darüber hinaus bekannt als Verfasser populärer Kinderliteratur. Er schrieb rund 25 Märchen, Fabeln und Gedichte für Kinder, wobei die drei berühmtesten Das Märchen von dem Schneider und den kleine Scheren bzw. Das Zauberscherchen, Der Sultan und der Hund und Die Biene und die Hummel sind. Diese Kinderliteratur ist bis heute weit verbreitet und wurde ins Deutsche, Tschechische, Serbische, Kroatische, Mazedonische und in die Ungarische Sprache übersetzt.
Im Gegensatz zu seinem Freund Josip Murn etablierte sich Kette bereits als Dichter zu seinen Lebzeiten. Nach seinem Tod gab es halboffizielle Trauerbekundungen und der Bürgermeister Ljubljanas, Ivan Hribar, begleitete Kettes Beerdigung.
Dragotin Kettes gesammelte Gedichte wurden 1900 veröffentlicht. Der Herausgeber war Anton Aškerc, zu diesem Zeitpunkt der wichtigste Autor der slowenischen Sprache, obwohl er zuvor Kettes Gedichte abgelehnt hatte. Das Vorwort des älteren Kollegen, in dem er sich geradezu als Patron des jüngeren Dichters stilisierte, wurde von Ivan Cankar and Oton Župančič scharf kritisiert. Dies führte zu einer öffentlichen Diskussion, in der die jüngeren slowenischen Schriftsteller die ästhetischen Standards der älteren Autoren in der Person Aškerc herausforderten. Am ersten Todestag Kettes veröffentlichte Ivan Cankar Kette zu Ehren ein wichtiges Essay. Darin betonte er, dass nur wenige Journalisten gemerkt hätten, welch großes poetisches Talent man in Slowenien verloren habe. Vor allen Dingen, weil er das größte Talent seit France Prešeren gewesen sei. Diese Mahnung ist vor dem Hintergrund zu verstehen, dass sowohl die moderne europäische wie auch die neuere slowenische Literatur in der maßgeblichen national-liberalen, monatlich erscheinenden Literaturzeitschrift Ljubljanski zvon (Laibacher Glocke) entweder wie im ersten  überhaupt nicht oder wie im zweiten Fall nur konventionelleren Texten vertreten war.
Dragotin Kette übte großen Einfluss auf die kommenden Generationen der Autoren seines Heimatlandes wie zum Beispiel Alojz Gradnik, Srečko Kosovel, Miran Jarc, Ivan Minatti, Janez Menart, Kajetan Kovič und Ciril Zlobec aus.
Dabei wurde jedoch die Rezeption aller slowenischen Poeten dadurch erschwert, dass in den ersten Anthologien der 1930er Jahre die Qualität der Übersetzungen eher limitiert war: So urteilte Glonar, Bibliothekar in der Staatlichen Studienbibliothek in Ljubljana, 1933, es sei „nicht die Sprache der zeitgenössischen deutschen Lyrik, sondern die Sprache von Schulbuchlyrik und Allerweltsschlagern“.

### Werke (Auswahl)
- Šwalča a nožicy. Mladinska Knjiga, Ljubljana 1967.
- Pesmi. Cankarjeva Založba, 2. Aufl.  Ljubljana 1984.

in deutscher Übersetzung
- Das Zauberscherchen. Übersetzt von Anton Svetina. Illustrationen: Jelka Reichman, M. Pawlak 1985, ISBN 3-88199-198-0

### Adaptionen
Hörbuch
- Najlepse Slovenske Pravljice. Nika 2010. (Märchen von Dragotin Kette, Fran Levstik und Ela Peroci)

## Weblinks

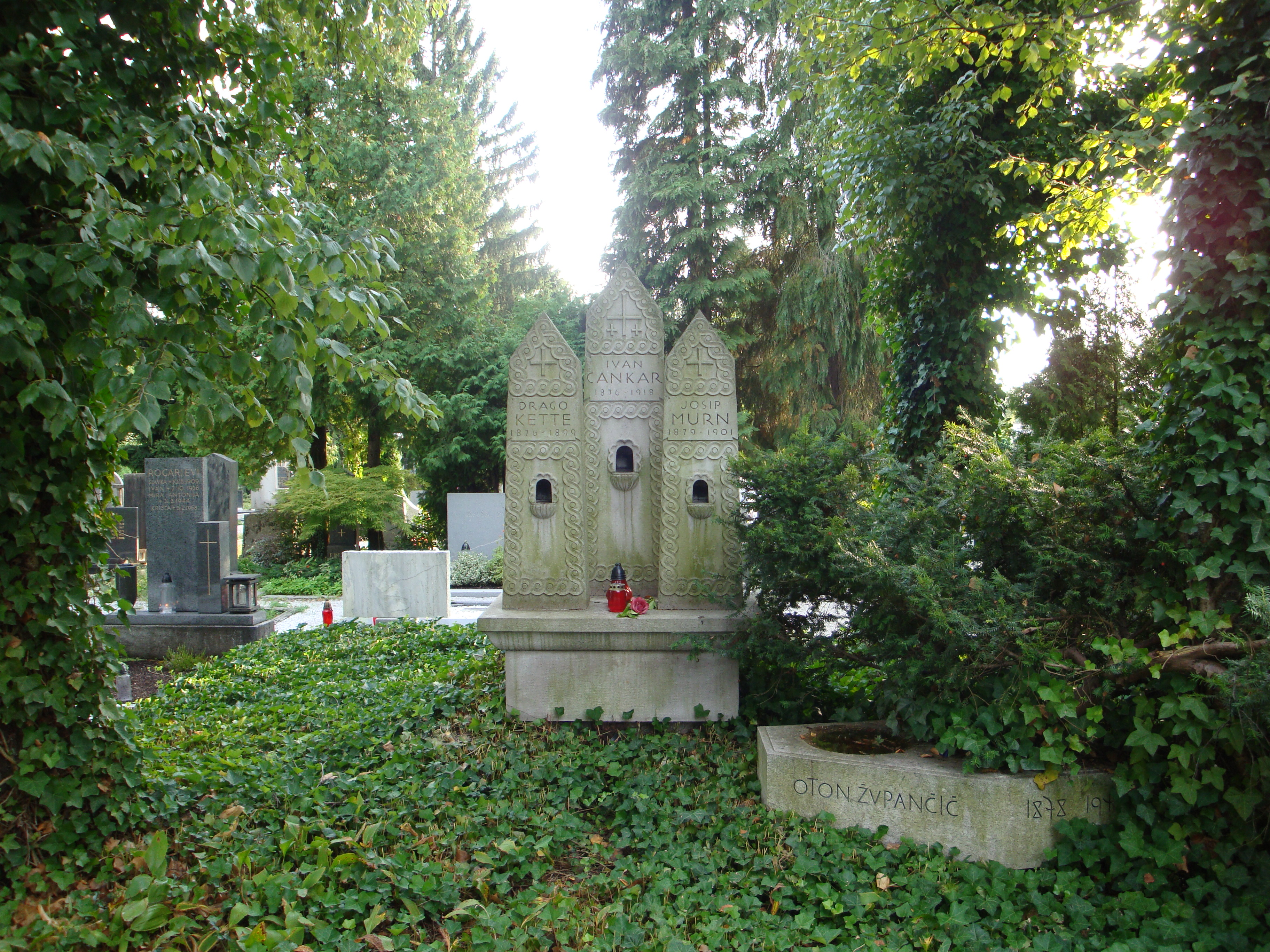
Das gemeinsame Grab von Cankar, Murn und Kette auf dem Friedhof Žale